# دیوان عالی ژاپن
دیوان عالی ژاپن (最高裁判所 Saikō-Saibansho, called 最高裁 Saikō-Sai for short), واقع در چیودا-کو، توکیو، عالی‌ترین دادگاه ژاپن است. دیوان عالی صلاحیت قضایی نهایی برای تفسیر قانون اساسی ژاپن و تصمیم‌گیری دربارهٔ سوالات حقوق ملی را دارد.

## تاریخچه
دیوان عالی کنونی در اصل ۸۱ قانون اساسی ژاپن در سال ۱۹۴۷ تأسیس شد. اصل ۸۱ قانون اساسی می‌گوید دادگاه دارای قدرت رسیدگی قضایی است، اما بخشی از تاریخ اولیه دادگاه شامل روشن شدن میزان این اختیارات بود. در سال ۱۹۴۸، دادگاه اعلام کرد که منظور قانون اساسی، تعیین نوع رسیدگی قضایی توسط دیوان عالی است که در ایالات متحده انجام می‌شود. در سال ۱۹۵۲، قدرت دیوان عالی مشخص شد.
در دهه ۱۹۶۰ و ۱۹۷۰، دیوان عالی کشور «یک بحران قضایی» را بین قضات مسن و قاضیان عموماً جوانتر و لیبرال تجربه کرد. به عنوان مثال، رای برخی قضات در دادگاه‌های بدوی، باعث محدود شدن تظاهرات ضد دولتی می‌شد که در این رابطه اختلاف نظر وجود داشت. در سال ۱۹۷۱، دیوان عالی عمداً دستیار قاضی یاساواکی میاموتو که در یک سازمان حقوقی مرتبط با گرایش‌های ایدئولوژیک چپ شرکت کرد، را منصوب نکرد. «ماجرای میاموتو» منجر به پوشش قابل توجه رسانه‌ها و اعتراض سایر قضات شد. از آن زمان تاکنون، هیچ قاضی در انتصاب مجدد رد نشد.

## اختیارات و مسئولیت‌ها
اصل ۸۱ قانون اساسی ژاپن، دیوان عالی را به عنوان آخرین دادگاه توصیف کرده و به وی اجازه می‌دهد تا از طریق «اختیار تعیین شده در قانون اساسی» بررسی قضایی را انجام دهد. دیوان عالی کشور در اولین نقش خود به عنوان آخرین دادگاه، پرونده‌های مدنی، اداری و کیفری که از دادگاه‌های بدوی تجدیدنظر شده، مورد رسیدگی قرار می‌دهد. دیوان عالی می‌تواند دربارهٔ رای دادگاه تجدیدنظر کند. در نقش دوم، دیوان عالی می‌تواند در یک دعوای حقوقی که باعث نقض یا سوءتعبیر قانون اساسی شده، رسیدگی خود را اعمال کند.
همچنین دیوان عالی عملیات، بودجه و پرسنل دادگاه‌های ژاپن را نیز اداره می‌کند. تصمیمات توسط یک کنفرانس منظم قضات در دیوان عالی کشور گرفته می‌شود و توسط دفتر اداری دیوان عالی کشور اجرا می‌شود. رئیس دیوان عالی کشور، از طریق دفتر دبیرخانه عمومی ، کنترل گسترده‌ای بر پرسنل قضایی، از جمله قضات را دارد. این توانایی شامل تعیین پست قضات است که تأثیر بسزایی در شغل و فرصت‌های پیشرفت آنان دارد. دیوان عالی کشور بر پژوهش کده‌های حقوقی نظارت می‌کند، که متخصصان بالقوه حقوقی که در آزمون وکالت ملی گذرانده‌اند برای دیدن آموزش عملی لازم است در آن شرکت کنند.

## بررسی قضایی
اگرچه دیوان عالی، قدرت لغو قانونی که مغایر با قانون اساسی است را دارد، اما از این قدرت به ندرت استفاده کرده‌است. دیوان عالی ژاپن فقط هشت قانون را در طی شش دهه لغو کرد، در حالی که دادگاه قانون اساسی فدرال آلمان بیش از ۶۰۰ و دیوان عالی ایالات متحده آمریکا بیش از ۹۰۰ مورد را لغو کرده‌اند. در کنار این موارد، حداقل در یک مورد که نقض قانون اساسی در رابطه با تقسیم‌بندی حوزه انتخابیه مشاهده شد، دادگاه نتوانست به وظیفه خود عمل کند.
ناظران چندین دلیل احتمالی برای این موضوع ارائه داده‌اند. یک دیدگاه مهم این است که عضویت در دیوان عالی تحت تأثیر سلطه سیاسی حزب لیبرال دموکرات است، بنابراین احتمال خیلی کمی وجود دارد که دیوان عالی، قانون نوشته شده توسط سیاستمداران همسو در دایت ملی را به چالش بکشد. یکی دیگر از دلایل، تمایل قضات دیوان عالی به حفظ روابط خوب با قضات در وزارت دادگستری یا سایر ادارات است. یک دیدگاه مهم دیگر این است که دیوان مثل یک بوروکراسی عمل می‌کند، با یک رهبری محافظه کار قضات همفکر را ارتقا می‌دهد که کمتر تصمیمات قابل توجهی بگیرند. یک دیدگاه تاریخی استدلال می‌کند که قضات اولیه تحت تأثیر قانون اساسی میجی و سنت فقهی آلمان بودند که اجازه نمی‌داد قانون ضد قانون اساسی را لغو کنند، و با گذشت زمان این انتظار منجر به عدم تمایل قضات دیوان عالی برای اقدام در پرونده‌های حساس سیاسی جهت حفظ استقلال قضایی شد.
یکی از توضیحات مطلوب تر، نقش دفتر قانونگذاری هیئت دولت در اکوسیستم حقوقی است. این دفتر متشکل از بوروکرات‌های ارشد و اقلیت قضات است که برخی از آنان به عضویت دیوان عالی کشور در می‌آیند. این دفتر وظیفه دارد که به‌طور کامل قوانین دولتی را بررسی کند تا از نقص قانون اساسی جلوگیری کند. طرفداران این دیدگاه استدلال می‌کنند که این روند باعث می‌شود که نقض قانون اساسی مرحله قانونگذاری برطرف شود و در آن صورت، دیوان عالی دلیلی برای لغو قانون ندارد.

## ترکیب بندی

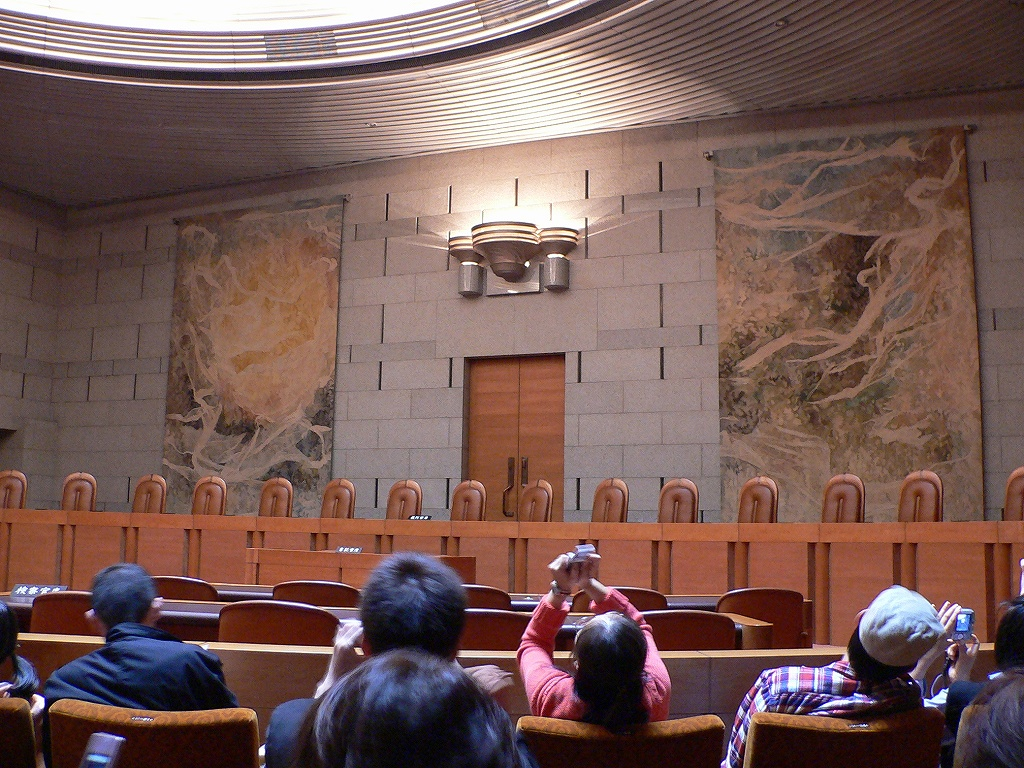
نیمکت بزرگ

ترکیب دیوان عالی در قوانین قضایی مصوب ۱۹۴۷ تعریف شده‌است. دیوان عالی ژاپن از یک رئیس دادگستری و چهارده قاضی دیگر تشکیل می‌شود. این دادگستری‌ها به سه نیمکت ۵ تایی تقسیم می‌شوند که اکثر موارد تجدیدنظر را بررسی می‌کنند. سوالات در مورد تفسیر قانون اساسی توسط هر پانزده قاضی قضاوت می‌شود که از این تعداد نه مورد برای کسب حد نصاب لازم است.
قضات دیوان عالی کشور هر دو توسط هیئت دولت ژاپن انتخاب و منصوب می‌شوند اما انتصاب رئیس دادگستری توسط امپراتور ژاپن از راه دیگری انجام می‌شود. قضات باید بیش از چهل سال سن و دانش گسترده‌ای در مورد قانون داشته باشند. برخلاف سایر کشورها، قضات دادگاه عالی ژاپن پس از انتصاب، می‌توانند در انتخابات عزل شوند. در اولین انتخابات عمومی پس از انتصاب، اگر اکثریت به آنها رأی بدهند، قاضی می‌تواند برکنار شود، اما قاضی دیوان عالی هرگز به این روش عزل نشده‌است. مقرر شده که بازبینی عمومی هر قاضی، ۱۰ سال پس از انتصاب انجام شود، اما از آنجا که قضات معمولاً در سن شصت سال یا بیشتر منصوب می‌شوند و باید در هفتاد سالگی بازنشسته شوند، در واقع هیچ "بررسی دوم" وجود ندارد."

## امکانات

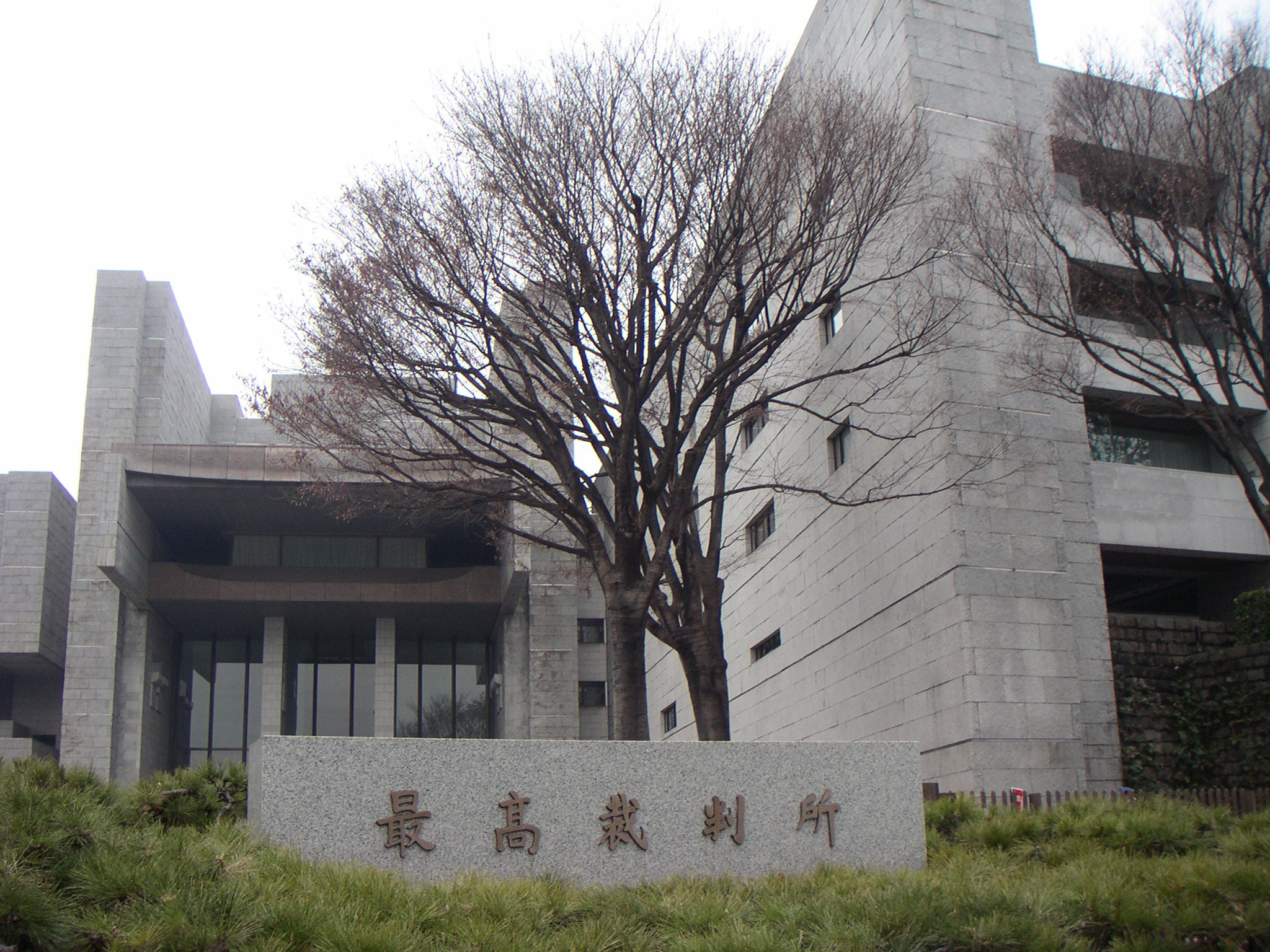
نمای ساختمان دیوان عالی کشور

دیوان عالی امروزی، نخستین بار در ماه مه ۱۹۴۷ در محوطه شورای حریم خصوصی کاخ امپراتوری توکیو تشکیل شد. در سپتامبر همان سال به ساختمان دادگاه منطقه توکیو منتقل شد. این ساختمان برای اشغال دادگاه عالی دادگستری، بالاترین دادگاه قبلی در دوران ژاپن امپراتوری در نظر گرفته شده بود، اما ساختمان عمدتاً در جنگ تخریب شد و مجبور به بازسازی شد. در اکتبر ۱۹۴۹، این بازسازی به پایان رسید و دادگاه عالی ژاپن برای مدت ۲۵ سال از این ساختمان استفاده می‌کرد.
در سال ۱۹۶۴، طرحی برای ساختمان جدید دادگاه عالی داده شد. تصمیم بر این شد که ساختمان باید به سبک مدرن ایجاد شود و طرح ساختمان از طریق مسابقه عمومی انتخاب شود. از میان ۲۱۷ طرح ارسالی، طرح یک نفر با تلاش مشترک ۱۷ نفر انتخاب شد. ساخت و ساز در سال ۱۹۷۱ آغاز و در سال ۱۹۷۴ به پایان رسید. ساختمان جدید و کنونی دیوان عالی در چیودا-کو، توکیو واقع شده‌است. مانند ساختمان قبلی دادگاه عالی، ساختمان از بتن فولادی و گرانیت سفید ژاپنی ساخته شده‌است. پنج طبقه بالاتر از سطح زمین و دو طبقه زیر زمین وجود دارد.

## قضات
قضات فعلی شامل:
| مقام       | نام               | تاریخ تولد              | دانشگاه             | پیشینه                     | شغل قبلی                       |
| ---------- | ----------------- | ----------------------- | ------------------- | -------------------------- | ------------------------------ |
| رئیس دیوان | Naoto Ōtani       | ۲۳ ژوئن ۱۹۵۲ ‏(۷۲ سال)   | دانشگاه توکیو       | قاضی                       | رئیس دادگاه عالی اوزاکا        |
| دادرسان    | Atsushi Yamaguchi | ۶ نوامبر ۱۹۵۳ ‏(۷۱ سال)  | دانشگاه توکیو       | عضو علمی، وکیل             | عضو کانون وکلای دای-ایچی توکیو |
| دادرسان    | Hiroyuki Kanno    | ۳ ژوئیهٔ ۱۹۵۲ ‏(۷۲ سال)   | Tohoku              | قاضی                       | رئیس دادگاه عالی اوزاکا        |
| دادرسان    | Katsuya Uga       | ۲۱ ژوئیهٔ ۱۹۵۵ ‏(۶۹ سال)  | دانشگاه توکیو       | قاضی، عضو علمی             | پروفسور دانشگاه توکیو          |
| دادرسان    | Saburo Tokura     | ۱۱ اوت ۱۹۵۴ ‏(۷۰ سال)    | دانشگاه هیتوتسوباشی | قاضی                       | رئیس دادگاه عالی توکیو         |
| دادرسان    | Yasumasa Nagamine | ۱۶ اوت ۱۹۵۴ ‏(۷۰ سال)    | دانشگاه توکیو       | دیپلمات                    | سفیر ژاپن در انگلستان          |
| دادرسان    | Mamoru Miura      | ۲۳ اکتبر ۱۹۵۶ ‏(۶۸ سال)  | دانشگاه توکیو       | دادستان                    | دادستان عالی اوزاکا            |
| دادرسان    | Koichi Kusano     | ۲۲ مارس ۱۹۵۵ ‏(۶۹ سال)   | دانشگاه توکیو       | وکیل                       | مدیر شرکت Nishimura & Asahi    |
| دادرسان    | Yuko Miyazaki     | ۹ ژوئیهٔ ۱۹۵۱ ‏(۷۳ سال)   | دانشگاه توکیو       | وکیل                       |                                |
| دادرسان    | Kazumi Okamura    | ۲۳ دسامبر ۱۹۵۷ ‏(۶۷ سال) | دانشگاه واسدا       | کارمند دولت، وکیل، دادستان | کمیسر آژانس امور مصرف‌کنندگان   |
| دادرسان    | Michiharu Hayashi | ۳۱ اوت ۱۹۵۷ ‏(۶۷ سال)    | دانشگاه توکیو       | قاضی                       | رئیس دادگاه عالی توکیو         |
| دادرسان    | Katsuyuki Kizawa  | ۲۷ اوت ۱۹۵۱ ‏(۷۳ سال)    | دانشگاه ریکیئو      | وکیل                       |                                |
| دادرسان    | Takuya Miyama     | ۲ سپتامبر ۱۹۵۴ ‏(۷۰ سال) | دانشگاه توکیو       | قاضی                       | رئیس دادگاه عالی توکیو         |
| دادرسان    | Masayuki Ikegami  | ۲۹ اوت ۱۹۵۱ ‏(۷۳ سال)    | Tohoku              | دادستان                    | دادستانی عالی اوزاکا           |
| دادرسان    | Hiroshi Koike     | ۳ ژوئیهٔ ۱۹۵۱ ‏(۷۳ سال)   | دانشگاه توکیو       | دستیار قاضی                | رئیس دادگاه عالی توکیو         |